# Victor Lustig
Victor Lustig (Hostinné, 4 gennaio 1890 – Springfield, 11 marzo 1947) è stato un truffatore ceco, conosciuto come "l'uomo che vendette la Torre Eiffel".
Considerato uno dei migliori artisti della truffa di inizio secolo, tra la fine degli anni dieci del XX secolo e il 1935 mise in atto decine di raggiri in Europa e negli Stati Uniti d'America, il più famoso dei quali fu la vendita come ferro vecchio della Torre Eiffel, che mise in atto per ben due volte. Fu infine catturato dai servizi segreti statunitensi e condannato a 20 anni di carcere ad Alcatraz.  

## Biografia

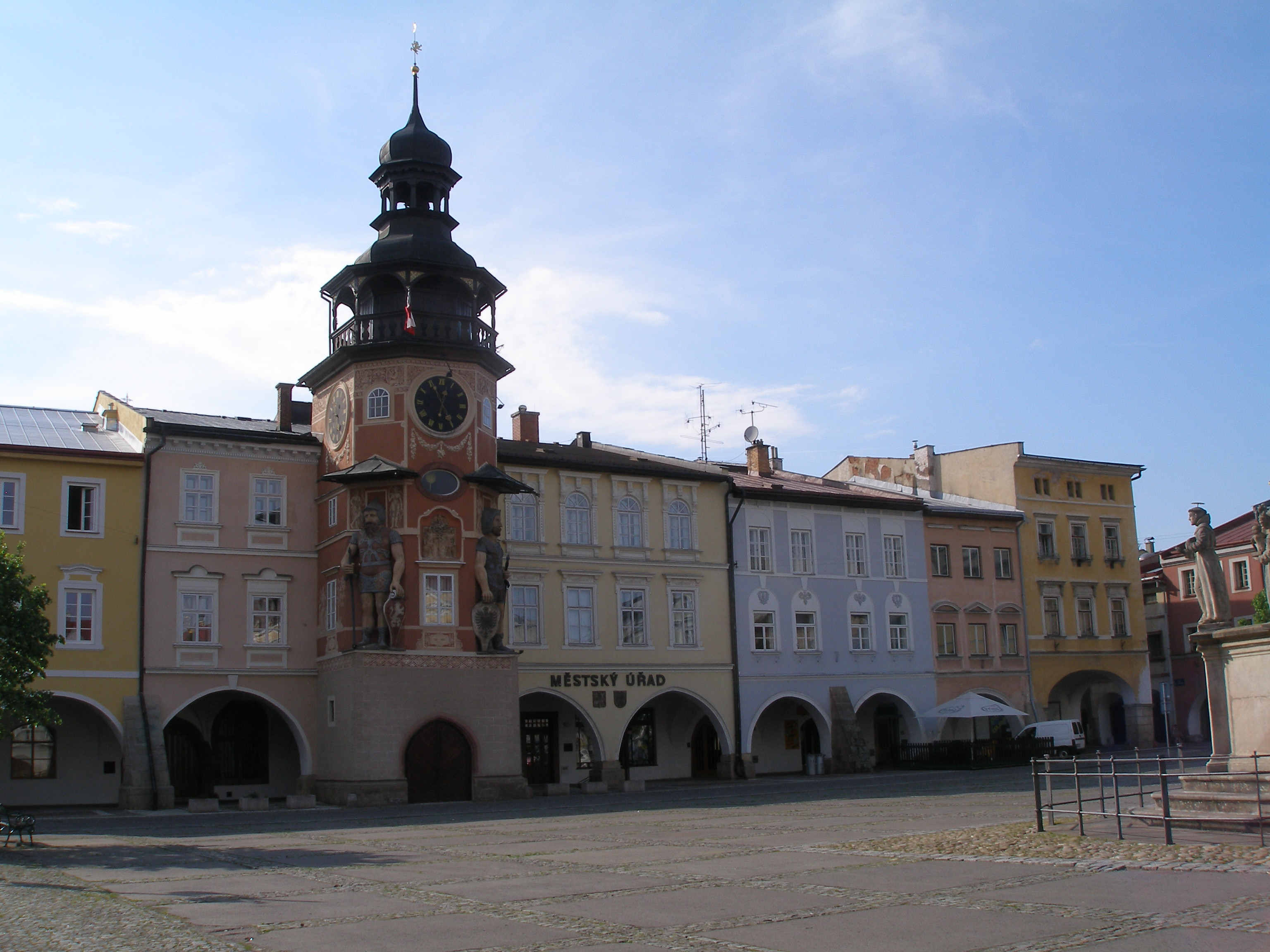
Veduta della cittadina di Hostinné.

### I primi anni
Victor Lustig nacque il 4 gennaio 1890 a Hostinné, cittadina boema al tempo appartenente all'Impero austro-ungarico e oggi facente parte della Repubblica Ceca. La sua vera identità è in realtà un mistero: Lustig non era il suo vero nome ma uno degli pseudonimi che utilizzò per compiere le imprese criminali che lo resero famoso. Nei registri della prigione di Alcatraz, dove trascorse gli ultimi anni di vita, era chiamato Robert V. Miller, ma è possibile che anche quello fosse un nome d'arte. Durante gli anni raccontò di provenire da una famiglia della media borghesia e che suo padre era il borgomastro del paese natale, ma in alcuni documenti ritrovati nella prigione egli descrive i suoi genitori come poveri contadini e racconta che iniziò a rubare per poter sopravvivere.
Dotato di prontezza di spirito e grande intelligenza, era in grado di parlare fluentemente in ceco, tedesco, inglese, francese e italiano. All'età di 19 anni si trasferì a Parigi per frequentare l'università, ma trascorreva più tempo a scommettere a poker e bridge e a giocare a biliardo. Conosceva alla perfezione tutti i trucchi con le carte da gioco e, secondo un articolo contemporaneo della rivista True Detective Mysteries, grazie alla sua abilità era in grado di "far fare ad un mazzo di carte qualunque cosa tranne parlare". Durante il soggiorno francese si procurò anche una cicatrice allo zigomo sinistro, causatagli da un uomo geloso delle attenzioni che stava dedicando alla moglie, segno che lo accompagnerà per il resto della vita.
Ben presto lasciò gli studi e iniziò a commettere decine di truffe e piccoli crimini in tutta Europa, grazie all'uso di una moltitudine di pseudonimi. Fu arrestato diverse volte ma non trascorse mai molto tempo in prigione. 
Successivamente iniziò a frequentare i lussuosi ambienti dei transatlantici che facevano la spola tra la Francia e gli Stati Uniti d'America sui quali, con l'identità del conte Victor Lustig, giocava a carte e raggirava i ricchi passeggeri.
La prima guerra mondiale portò a una battuta d'arresto dei viaggi di piacere attraverso l'oceano e nel 1920 Lustig si trasferì negli Stati Uniti, dove era entrato in vigore il proibizionismo e dove mise nuovamente all'opera le proprie abilità come truffatore.
Nel 1922 venne a sapere di un ranch in Missouri che era stato espropriato e offrì all'American Savings Bank una somma di 22 000 dollari in Liberty bond per acquistarlo; convinse inoltre i funzionari della banca a cambiargli altri 10 000 dollari di bond in denaro, in modo da poter disporre di un capitale sufficiente a gestire il ranch. L'accordo fu siglato e titoli e denaro furono messi all'interno di due buste. Con un gioco di mani Lustig riuscì però ad effettuare uno scambio di buste e ad andarsene con sia il denaro che i titoli. Scoperto l'inganno, fu inseguito fino a Kansas City dove venne arrestato, ma riuscì ad ottenere un rinvio a giudizio e a fuggire.

### La vendita della Torre Eiffel

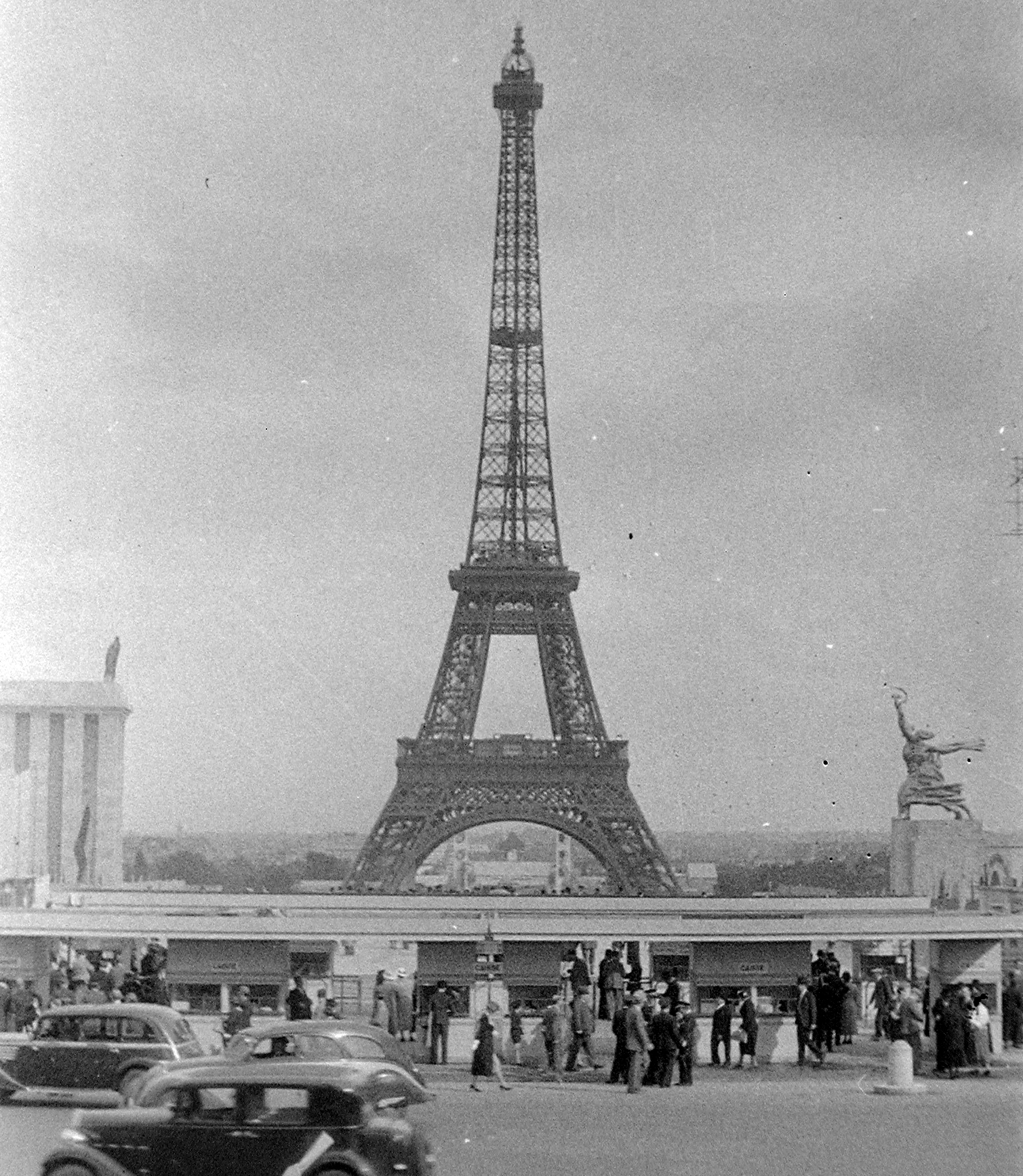
La Torre Eiffel in un'immagine del 1937.

Nel maggio 1925 si trasferì nuovamente a Parigi. La città si stava riprendendo dai danni della guerra e i giornali davano risalto alle cattive condizioni della Torre Eiffel. La torre infatti, costruita per l'esposizione universale del 1889, avrebbe dovuto essere smantellata o spostata in un altro sito nel 1909, ma i tempi e i costi necessari all'operazione, oltre all'utilità dimostrata dalla struttura come torre per le comunicazioni, fecero sì che l'operazione non avesse mai luogo. Anni di scarsa manutenzione avevano però ridotto la torre in pessime condizioni, al punto da far nuovamente pensare alla sua demolizione o completa ricostruzione.
Dopo aver letto uno di tali articoli Lustig ideò la sua truffa. Con l'aiuto di un complice di nome Robert Tourbillon si procurò della carta da lettera con l'intestazione del Ministero delle Poste e dei Telegrafi, ente responsabile della torre, e fingendosi un funzionario del governo francese affittò una camera all'Hôtel de Crillon, uno degli alberghi più eleganti della città. Scrisse quindi una lettera ai più importanti commercianti di rottami di ferro del paese spiegando loro che, a causa delle sue cattive condizioni, si era resa necessaria la demolizione della Torre Eiffel, e invitandoli nell'hotel per fare un'offerta per l'acquisto dei rottami metallici. La segretezza di tutta l'operazione era resa necessaria dal desiderio di evitare proteste da parte dei cittadini prima che gli accordi fossero ultimati.
Uno dei compratori, un uomo di nome André Poisson, cadde nell'inganno e accettò di consegnare a Lustig una valigia con la cifra richiesta di 250 000 franchi, l'equivalente di circa un milione di euro odierni. Inoltre, credendo Lustig un funzionario governativo corrotto, gli diede anche una generosa mazzetta al fine di assicurarsi l'affare. Quando, alcuni giorni dopo, Poisson si recò agli uffici del Ministero, dove i veri funzionari erano ovviamente all'oscuro di tutta la storia, capì di essere stato truffato, ma fu così imbarazzato dall'accaduto che rifiutò di denunciare il fatto alla polizia. Nel frattempo Lustig e il suo complice avevano fatto perdere le loro tracce.
Visto il successo ottenuto la prima volta, alcuni mesi dopo il truffatore provò a ripetere l'impresa. Questa volta però la vittima dopo essersi accorta dell'inganno denunciò tutto alla polizia e, per sfuggire all'arresto, Lustig fu costretto a lasciare in fretta la città e a trasferirsi nuovamente negli Stati Uniti.

### Altre truffe
Un'altra delle sue truffe più celebri fu quella della Rumanian Box, una macchina in grado di produrre copie autentiche di banconote di grosso taglio: Lustig invitava la vittima designata a inserire una banconota da 1 000 dollari in una fessura del marchingegno, insieme ad un foglio di carta bianca, e dopo aver girato una serie di manopole la macchina restituiva una seconda banconota apparentemente perfetta. L'unico problema del congegno era che, a causa del complicato procedimento di copiatura, era necessario attendere sei ore prima di poter stampare una seconda nuova banconota. Atteso il tempo necessario, ed ottenuta la nuova banconota, il truffatore invitava la vittima a recarsi presso una banca per provare l'autenticità delle banconote così prodotte. In realtà si trattava proprio di veri pezzi da 1 000 dollari, che Lustig aveva precedentemente nascosto in un cassetto della macchina. Se la vittima, attirata dalla possibilità di un facile profitto, accettava a quel punto di comprare ad alto prezzo il congegno moltiplicatore, dopo aver concluso l'affare Lustig faceva rapidamente perdere le proprie tracce e ovviamente la macchina non produceva più nessuna nuova banconota.
Gli inganni di Lustig non risparmiarono neppure il famigerato gangster Al Capone. Il truffatore convinse Capone ad investire 50 000 dollari in un'operazione a cui stava lavorando, promettendogli lauti profitti dopo sessanta giorni. In realtà Lustig si limitò a mettere da parte il denaro e dopo due mesi tornò da Capone per restituirglielo spiegando che l'affare era sfumato. Impressionato dall'apparente onestà di Lustig, che avrebbe potuto semplicemente fuggire con il denaro, il gangster lo ricompensò con una banconota da 1 000 dollari, facendo ottenere al truffatore proprio ciò che aveva sperato.

### Gli ultimi anni

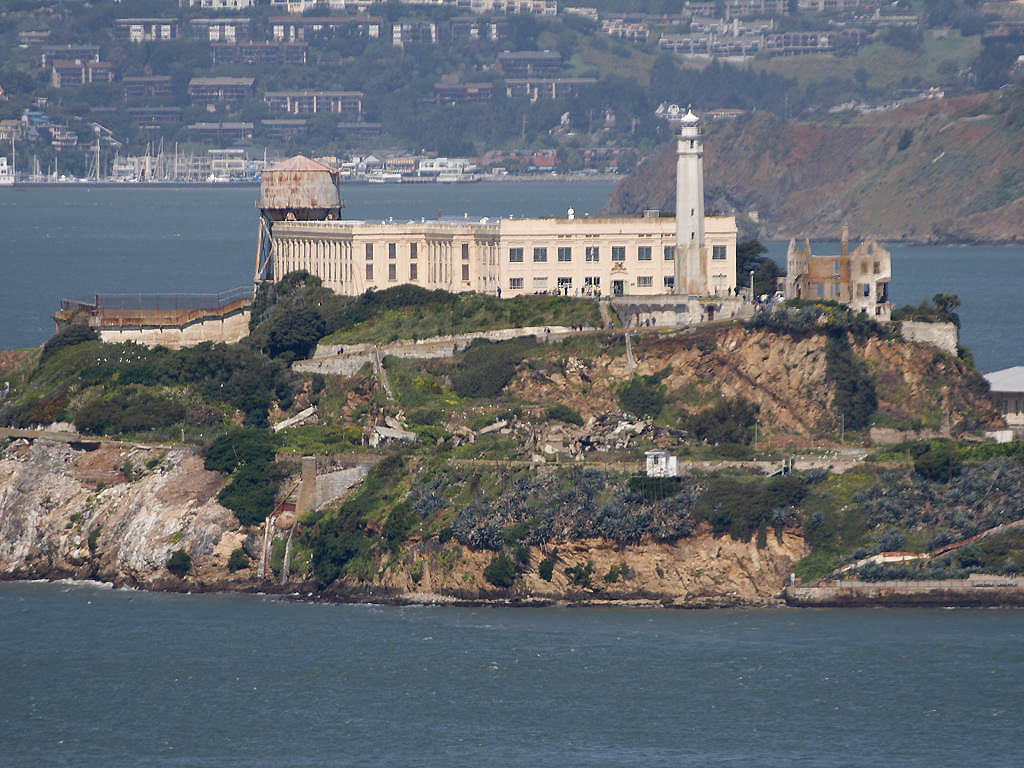
La prigione di Alcatraz.

All'inizio degli anni trenta Lustig si alleò con il falsario William Watts ed entrò nel giro della produzione di banconote false. I loro lavori erano di ottima qualità e iniziarono a circolare per tutto il paese, attirando l'attenzione dei servizi segreti statunitensi. In particolare si dedicò al caso l'agente Peter A. Rubano, che per anni studiò e seguì gli spostamenti del truffatore.
In più occasioni Lustig riuscì a sfuggire alla cattura grazie alle sue abilità nel travestirsi e nell'usare false identità, ma il 10 maggio 1935 Rubano riuscì finalmente a catturarlo in una strada di New York.
Il 1º settembre 1935, mentre era in attesa del processo, Lustig riuscì a fuggire dal centro federale di detenzione di Manhattan, calandosi dalla finestra con una corda di lenzuola arrotolate e fingendosi un lavavetri per non attirare l'attenzione dei passanti in strada. La libertà però non durò a lungo e venne nuovamente catturato a Pittsburgh il 28 settembre successivo. Il 5 dicembre dello stesso anno Lustig fu condannato a 15 anni di carcere per contraffazione, più altri 5 per la sua evasione, da scontare nel carcere di Alcatraz. Il truffatore trascorse in carcere gli ultimi anni di vita e morì per le complicanze di una polmonite l'11 marzo 1947 nel centro medico per prigionieri federali di Springfield, in Missouri, dove era stato trasferito per ricevere cure mediche.